# Кунта Кинте (остров)
Кунта Кинте (на английски: Kunta Kinteh Island; по-рано остров Джеймс) е остров в Гамбия, разположен на около 30 km от устието на река Гамбия. На острова се намира крепостта Форт Джеймс.

## История
Първите европейски заселници на острова пристигат от херцогство Курландия и Семигалия, васална държава на Жечпосполита, която има и други колониални придобивки, макар че по-късно Английската корона дава острова на две отделни компании през 1588 и 1618 г. През 1651 г. заселниците построяват крепост, която наричат Форт Якоб, по името на курландския херцог Якоб Кетлер, и го използват като търговска база. Холандците за кратко държат острова от 1659 г. до завладяването му от англичаните през 1661 г. Нидерландия преотстъпва острова на Англия през 1664 г.
Англичаните наричат острова Джеймс и преименуват крепостта на Форт Джеймс в чест на Джеймс II. След това островът е използван за търговия със злато и слонова кост, а по-късно и с роби.
През 1695 г. французите завладяват Форт Джеймс след битка с английските моряци. През 1702 г. Форт Джеймс преминава пак под британски контрол. Крепостта е разрушавана и построявана наново няколко пъти през този период, както в конфликти между Франция и Англия, така и от пирати.
Шесторъдейната батарея (1816 г.) и Форт Булен (1826 г.), които днес включени в обекта на ЮНЕСКО, са разположени от двете страни на устието на река Гамбия и са построени с определената цел за осуетяване на търговията с роби, след като става незаконна в Британската империя през 1807 г. Тези места заедно с острова са изоставени през 1870 г.
На 6 февруари 2011 г. островът е преименуван на Кунта Кинте, за да има по-гамбийско звучене.

## Наследство
Като важно историческо място за търговията с роби в Западна Африка, островът е обозначен като обект на световното културно и природно наследство на ЮНЕСКО. Кунта Кинте страда от тежка ерозия и днес представлява около 1/6 от размера си по времето, когато крепостта е била активна. Останали са руините на няколко от британските административни сгради (включително килия), малък кей и няколко африкански баобаба. Руините са стабилизирани и защитени. Тъй като островът е нисък, по време на високи приливи или бури е възможно вълните да се разбиват в някои от оцелелите сгради.